# Анна Гессен-Дармштадтська
Анна Гессен-Дармштадтська (нім. Anna von Hessen-Darmstadt), повне ім'я Марія Анна Вільгельміна Єлизавета Матильда Гессенська та Прирейнська (нім. Maria Anna Wilhelmine Elisabeth Mathilde von Hessen und bei Rhein; 25 травня 1843 — 16 квітня 1865) — принцеса Гессену з Гессенського дому, донька принца Карла Гессенського та Прирейнського та прусської принцеси Єлизавети, друга дружина великого герцога Мекленбург-Шверіну Фрідріха Франца II.

## Біографія
Народилася 25 травня 1843 року у Дармштадті, столиці Великого герцогства Гессенського та Прирейнського. Була третьою дитиною та єдиною донькою в родині принца Карла Гессенського та його дружини Єлизавети Прусської. Мала старших братів Людвіга та Генріха, за два роки у неї з'явився молодший брат Вільгельм. Країною в той час правив їхній дід Людвіг II.
Мешкали в Палаці Принца Карла у Дармштадті. Матір займалася благодійністю, батько перебував на військовій службі у гессенському війську в чині генерала від інфантерії, був членом ландтагу.
Влітку 1863 року із Анною познайомився великий герцог Мекленбург-Шверіну Фрідріх Франц II, який їхав на князівські збори до Франкфурту. Своєю благочестивістю та боязким характером вона нагадала йому першу дружину, яка померла за рік перед цим. 10 грудня 1863 року відбулися їхні заручини. Вінчання пройшло 12 травня 1864 року у Дармштадті. Нареченому був 41 рік, нареченій невдовзі виповнювався 21. Після святкових урочистостей подружжя оселилося у Шверінському замку. Короткий шлюб виявився щасливим. За одинадцять місяців у пари народилася єдина донька Анна Матильда (1865—1882, померла у віці 16 років від хвороби легень).
За тиждень після народження дитини велика герцогиня пішла з життя від пологової гарячки, що стало великим ударом для чоловіка, який втратив її так раптово. Похована у крипті Шверинського собору. За три роки Фрідріх Франц узяв наступний шлюб із Марією Шварцбург-Рудольштадт.

## Титули
- 25 травня 1843—4 липня 1864 — Її Великогерцогська Високість Принцеса Анна Гессенська та Прирейнська;
- 4 липня 1864—16 квітня 1865] — Її Королівська Високість Велика Герцогиня Мекленбург-Шверіну.